# 三角大福
三角大福（さんかくだいふく）は、佐藤栄作内閣総理大臣・自由民主党総裁の後継の座を、1970年代の自民党の実力者である三木武夫、田中角栄、大平正芳、福田赳夫の4人が争ったことから、各人の名前の1文字を取って表した言葉である。中曽根康弘を加えて三角大福中（さんかくだいふくちゅう）と呼ぶこともある。

## 概説
| 名前     | 三木武夫      | 田中角栄      | 大平正芳      | 福田赳夫      | 中曽根康弘    |
| 写真     |               |               |               |               |               |
| 生没年   | 1907年-1988年 | 1918年-1993年 | 1910年-1980年 | 1905年-1995年 | 1918年-2019年 |
| 議員在任 | 1937年-1988年 | 1947年-1990年 | 1952年-1980年 | 1952年-1990年 | 1947年-2003年 |
| 首相在任 | 1974年-1976年 | 1972年-1974年 | 1978年-1980年 | 1976年-1978年 | 1982年-1987年 |

「参議院のドン」と呼ばれた当時の重宗雄三参議院議長が、重宗の選挙地盤だった山口県柳井市の「三角餅 （みかどもち）」という銘菓をヒントに「三角大福」と読んだのが起源ともされるが、定かではない。
江戸時代中期に当地の藤坂屋という菓子屋が丸い大福餅を三角にして売り出したところ、中身は同じで味は変わらないのに目新しさから大当たりした。これとかけて、1972年の自民党総裁選挙で三木・田中・大平・福田の4人が立候補すると、同じ自民党で掲げる政策構想はさほど変わらないのに、佐藤長期政権に飽きあきしていたマスコミが4候補の新鮮さに大騒ぎの報道を示したことを表現したとされる。実際には1971年の時点で、国会で「三角大福中」という言葉が登場しており（衆院公害対策特別委員会、1971年10月8日、島本虎三の発言）、ポスト佐藤を争う5人を指す言葉として用いられていた例がある。俵孝太郎は「三角大福」という言葉は『週刊朝日』が広めたとしている。
佐藤退陣後の1972年以降は、三角大福中の5人の派閥領袖が中心となって、日本の政界が動いていくことになった。1972年の総裁選では、中曽根康弘が出馬を取りやめ田中の支持に回ったため、「三角大福」の争いとなったが、最終的に5人全員が総理・総裁の座を射止めたため、「三角大福中」という言葉が用いられることもある。第2次田中角栄内閣の組閣後写真では、この5人が「中・三・角・福・大」の順に最前列で並んでいる。

## 主な経歴

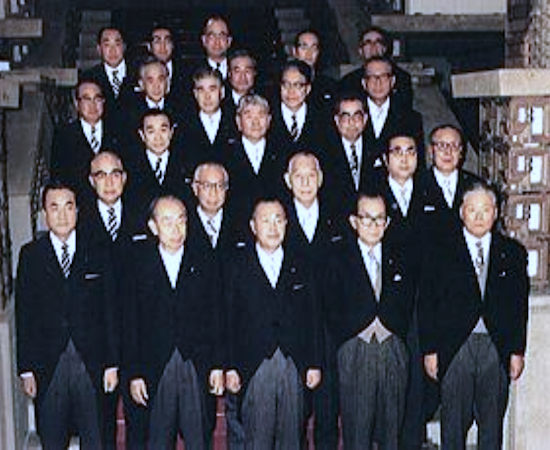
三角大福中の勢揃い（前列）
----
第二次田中改造内閣の船出にあたって行われた恒例の記念撮影は、重要閣僚として入閣した三角大福中が正面にズラリと並ぶ重量感あふれるものとなった。前列左から、中曽根通産相、福田蔵相、田中首相、三木副総理、大平外相。1973年11月25日、官邸。

### 党
三角大福中は、いずれも自民党幹事長を経て総裁になっている。
総裁
- 田中角栄（第6代総裁、1972年7月5日 - 1974年12月4日）
- 三木武夫（第7代総裁、1974年12月4日 - 1976年12月23日）
- 福田赳夫（第8代総裁、1976年12月23日 - 1978年12月1日）
- 大平正芳（第9代総裁、1978年12月1日 - 1980年6月12日）
- 中曽根康弘（第11代総裁、1982年11月25日 - 1987年10月31日）

幹事長
- 三木武夫（1956年12月 - 1957年7月、総裁: 石橋湛山、岸信介）
- 福田赳夫（1959年1月 - 1959年6月、総裁: 岸信介）
- 三木武夫（1964年7月 - 1965年6月、総裁: 池田勇人、佐藤栄作）
- 田中角栄（1965年6月 - 1966年12月、総裁: 佐藤栄作）
- 福田赳夫（1966年12月 - 1968年11月、総裁: 佐藤栄作）
- 田中角栄（1968年11月 - 1971年6月、総裁: 佐藤栄作）
- 中曽根康弘（1974年12月 - 1976年9月、総裁: 三木武夫）
- 大平正芳（1976年12月 - 1978年12月、総裁: 福田赳夫）

### 内閣
田中角栄は総理総裁の条件として、「党三役のうち幹事長を含む二役、内閣で外務・大蔵・通産のうち二閣僚の経験者」を挙げていた。三角大福は全てこれを満たしていた。中曽根は閣僚が通産相のみだが、大平内閣で蔵相ポストを提示されながらも幹事長を要求し、実現しなかったことがある。
その反面、総理の女房役である内閣官房長官を務めたのは大平正芳ただ一人である。
三角大福は自民党の主要派閥を率いる領袖だったが、内閣は2年周期で交代していた。その主たる原因は、派閥間の怨念と政権欲による離合集散を繰り返したことで党内抗争が絶えなかったことによる。中曽根は、政権前期は二階堂擁立構想などの抗争にさらされたが、長老の影響力の低下と選挙の大勝によって長期にわたって政権を維持することができた。
外務大臣
- 大平正芳（1962年7月18日 - 1963年12月9日、池田二次改造2、池田二次改造3、池田三次）
- 三木武夫（1966年12月3日 - 1967年11月25日、佐藤一次改造3、佐藤二次、佐藤二次改造1）
- 福田赳夫（1971年7月9日 - 1972年7月7日、佐藤三次改造）
- 大平正芳（1972年7月7日 - 1973年11月25日、田中一次、田中二次、田中二次改造1）

大蔵大臣
- 田中角栄（1963年7月18日 - 1965年6月3日、池田二次改造2、池田二次改造3、池田三次、佐藤一次）
- 福田赳夫（1965年6月3日 - 1966年12月3日、佐藤一次改造1、佐藤一次改造2）
- 福田赳夫（1973年11月25日 - 1974年7月16日、田中二次改造1）
- 大平正芳（1974年7月16日 - 1976年12月14日、田中二次改造1、田中二次改造2、三木）

通産大臣
- 三木武夫（1965年6月3日 - 1966年11月3日、佐藤一次改造1）
- 大平正芳（1968年11月30日 - 1970年1月14日、佐藤一次改造2）
- 田中角栄（1971年7月5日 - 1972年7月7日、佐藤三次改造）
- 中曽根康弘（1972年7月7日 - 1974年12月9日、田中一次、田中二次、田中二次改造1、田中二次改造2）

内閣官房長官
- 大平正芳（1960年7月19日 - 1962年7月18日、池田一次、池田二次、池田二次改造1）

### 一覧
|              | 三木              | 田中      | 大平      | 福田      | 中曽根    |
| ------------ | ----------------- | --------- | --------- | --------- | --------- |
| 総理総裁     | ◯                 | ◯         | ◯         | ◯         | ◯         |
| 大蔵大臣     | −                 | 池田 佐藤 | 田中 三木 | 佐藤 田中 | −         |
| 外務大臣     | 佐藤              | −         | 池田 田中 | 佐藤      | −         |
| 通産大臣     | 佐藤              | 佐藤      | 佐藤      | −         | 田中      |
| 内閣官房長官 | −                 | −         | 池田      | −         | −         |
| 党幹事長     | 石橋 岸 池田 佐藤 | 佐藤      | 福田      | 岸 佐藤   | 三木      |
| 党総務会長   | −                 | −         | −         | −         | 佐藤 福田 |
| 党政調会長   | 岸 池田           | 池田      | 佐藤      | 岸 池田   | −         |

## その後の三角大福
自民党の全盛期を支えた4人だったが、現在でも世襲で自民に血統が残るのは息子の康夫→孫の達夫につながった福田のみである。
田中の娘夫婦の眞紀子・直紀は当初は自民党から出馬したが、のちに民主党へ移籍した。大平は娘世代までは森田一が自民党に属していたが、一族から現在出馬している玉木雄一郎は国民民主党代表である。三木も高橋紀世子や高橋永、松崎哲久など親戚で世襲し出馬した党派は非自民であったが義甥の森英介は自民党から千葉11区から当選し続けている。
なお、中曽根家の後裔の政治家はいずれも自民党に所属し、康弘の子の中曽根弘文は群馬県選挙区選出の参議院議員であり、その子の中曽根康隆は衆議院比例北関東ブロックの30位→群馬1区（康弘が中選挙区制時代に立候補していた旧群馬3区の区域は含まれてない）から当選している。